# Гірська ластівка
Гірська ластівка (Ptyonoprogne) — рід горобцеподібних птахів родини ластівкових (Hirundinidae). Представники поширені в Африці та Євразії. Їхні природні середовища існування включають луки помірного поясу, субтропічні та тропічні рівнинні тропічні ліси, пустелі, луки, савани та чагарники, скелясті середовища, болота та озера, а також антропогенні середовища.

## Класифікація
Рід містить 4 види:
- Ластівка скельна (Ptyonoprogne rupestris)
- Ластівка пустельна (Ptyonoprogne obsoleta)
- Ластівка афро-азійська (Ptyonoprogne fuligula)
- Ластівка бура (Ptyonoprogne concolor)